# Hukam Nama
Hukam Nama signifie « lettre de commandement ». L'expression vient du persan hukm (commande ou ordre) et namah (lettre). Dans le sikhisme, l'expression fait référence aux lettres envoyées par les dix gourous fondateurs vers les communautés afin de leur délivrer leurs instructions.
Aujourd'hui les jathedars, les responsables des cinq temples majeurs du sikhisme délivrent  des Hukam Nama afin de décréter des changements dans la sphère religieuse sikhe. On parle aussi d'édit. Ces décrets s'appellent « Takhat deh Hunkamnama ». Les premières hukamnama datent de 1691, mais d'autres venant de Guru Hargobind (1595-1644) ont aussi été retrouvées.